# Maïakovskaïa (métro de Saint-Pétersbourg)
Pour les articles homonymes, voir Maïakovskaïa.
Maïakovskaïa (en russe : Маяко́вская) est une station de la ligne 3 du Métro de Saint-Pétersbourg. Elle est située rue Maïakovski (ru) dans le raïon Central, à Saint-Pétersbourg en Russie.
Mise en service en 1967, elle est desservie par les rames de la ligne 3 du métro de Saint-Pétersbourg. Elle est en correspondance avec la station Plochtchad Vosstania desservie par la ligne 1.

## Situation sur le réseau

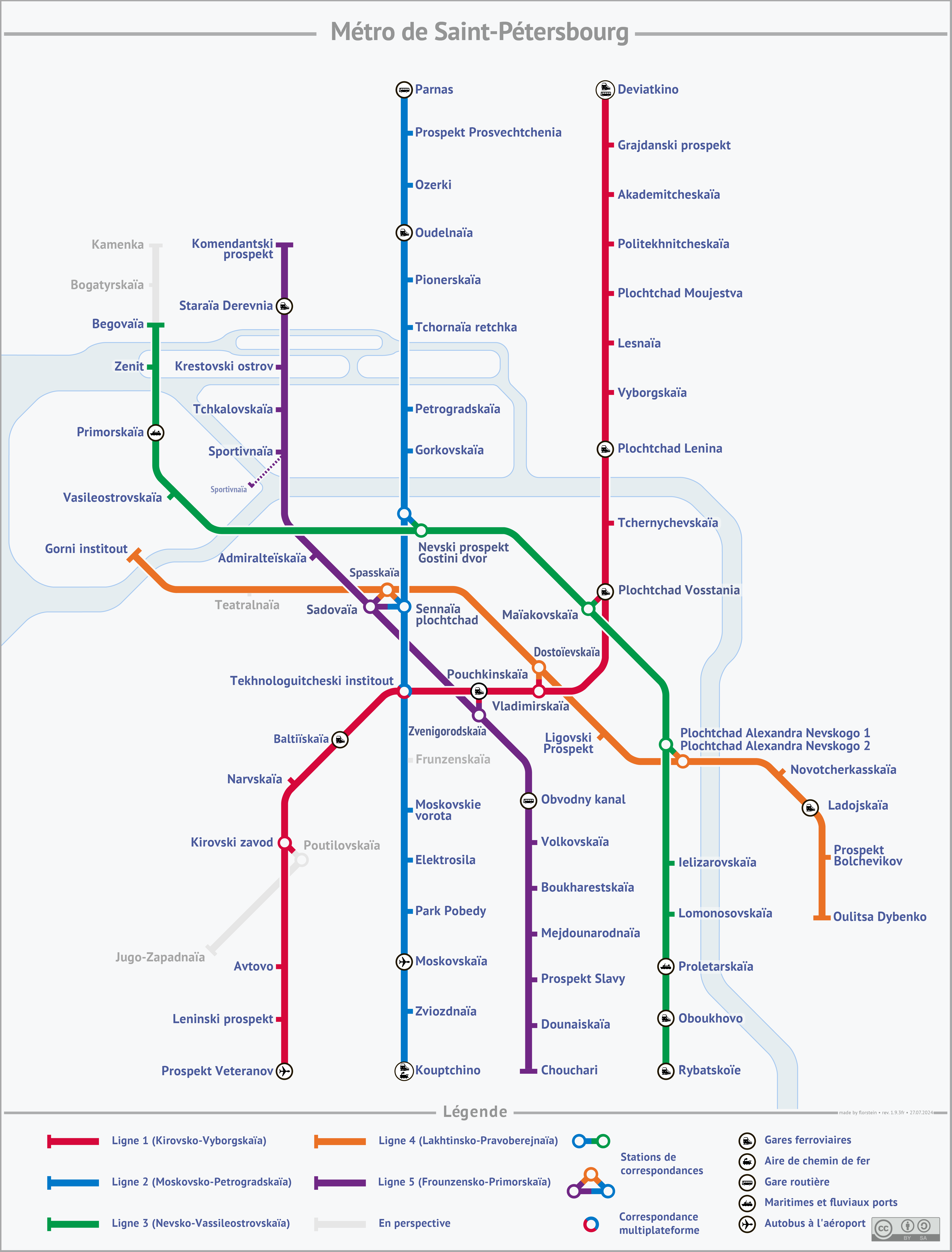
Plan du métro.

Établie en souterrain à 51 m. de profondeur, Maïakovskaïa est une station de passage de la ligne 3 du métro de Saint-Pétersbourg. Elle est située entre la station Gostiny Dvor, en direction du terminus nord-ouest Begovaïa, et la station Plochtchad Alexandra Nevskogo 1, en direction du terminus sud-est Rybatskoïe.
La station dispose d'un quai central encadré par les deux voies de la ligne. Elle est en correspondance avec la station plus profonde  Plochtchad Vosstania, de la ligne 1, située perpendiculairement.

## Histoire
La station Maïakovskaïa est mise en service le 3 novembre 1967, lors de l'ouverture à l'exploitation de la section de Vassileostrovskaïa à Plochtchad Alexandra Nevskogo 1. Elle est nommée en fonction de sa situation près de la rue Maïakovski (ru), elle-même dénommée ainsi d'après le poète Vladimir Maïakovski. La station souterraine est construite suivant un nouveau type de station dite station fermée (ru), ou le quai central donne sur des portes fermées qui ne s'ouvrent en coulissant que lorsque la rame est présente.

## Services aux voyageurs

### Accès et accueil
La station dispose d'un accès principal avec un hall en surface, en relation avec le quai par un tunnel en pente équipé de trois escaliers mécaniques aboutissant à l'ouest du quai. Station de correspondance elle comprend à l'est du quai une relation directe, par quatre escaliers mécaniques, avec le centre du quai de la station Plochtchad Vosstania. Par ailleurs au centre du quai deux escaliers fixes descendent dans un tunnel piétonnier rejoignant le sud du quai de la station Texte en italiquePlochtchad Vosstania et rejoignant un hall en surface par un tunnel en pente équipé de trois escaliers mécaniques.

Installations
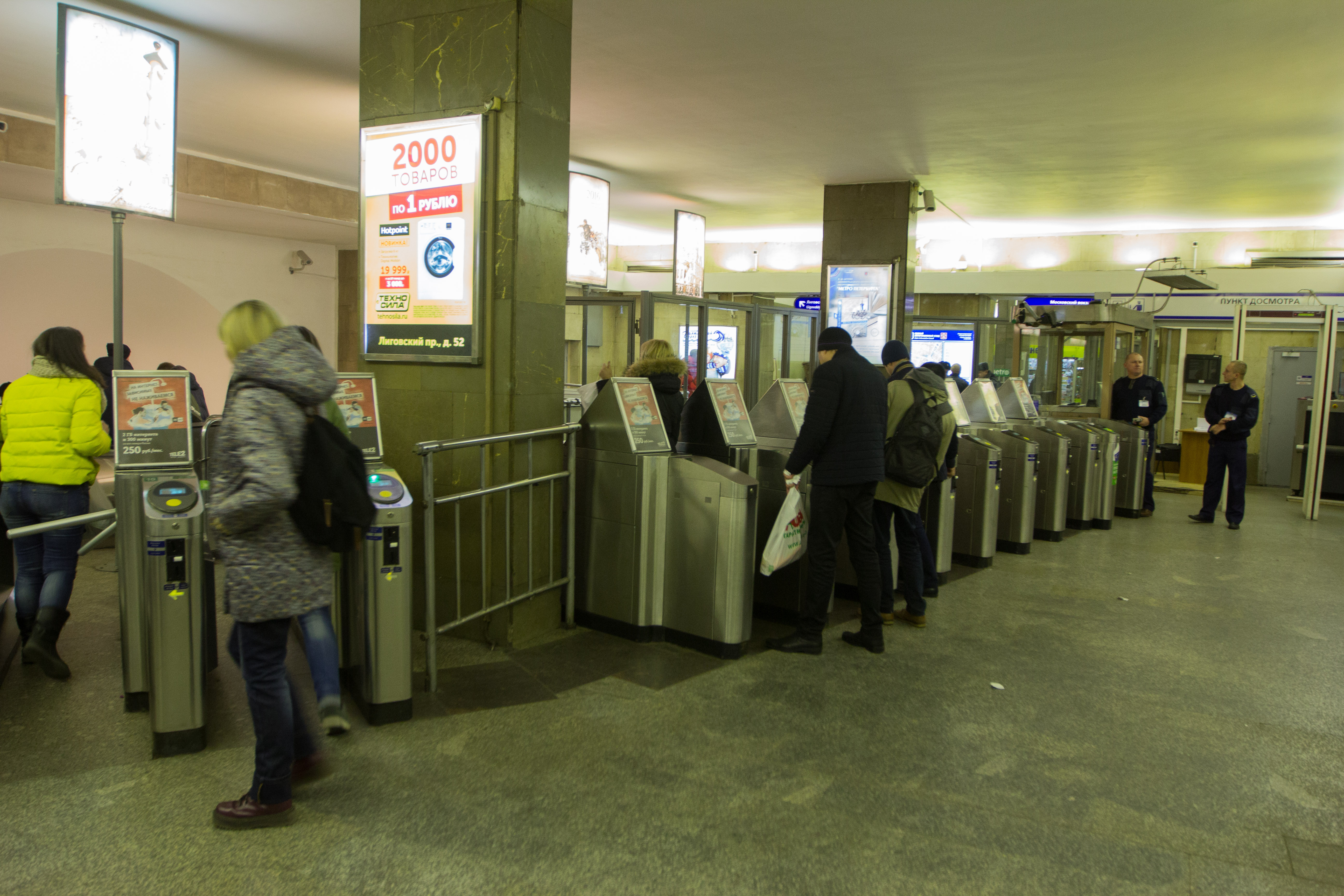
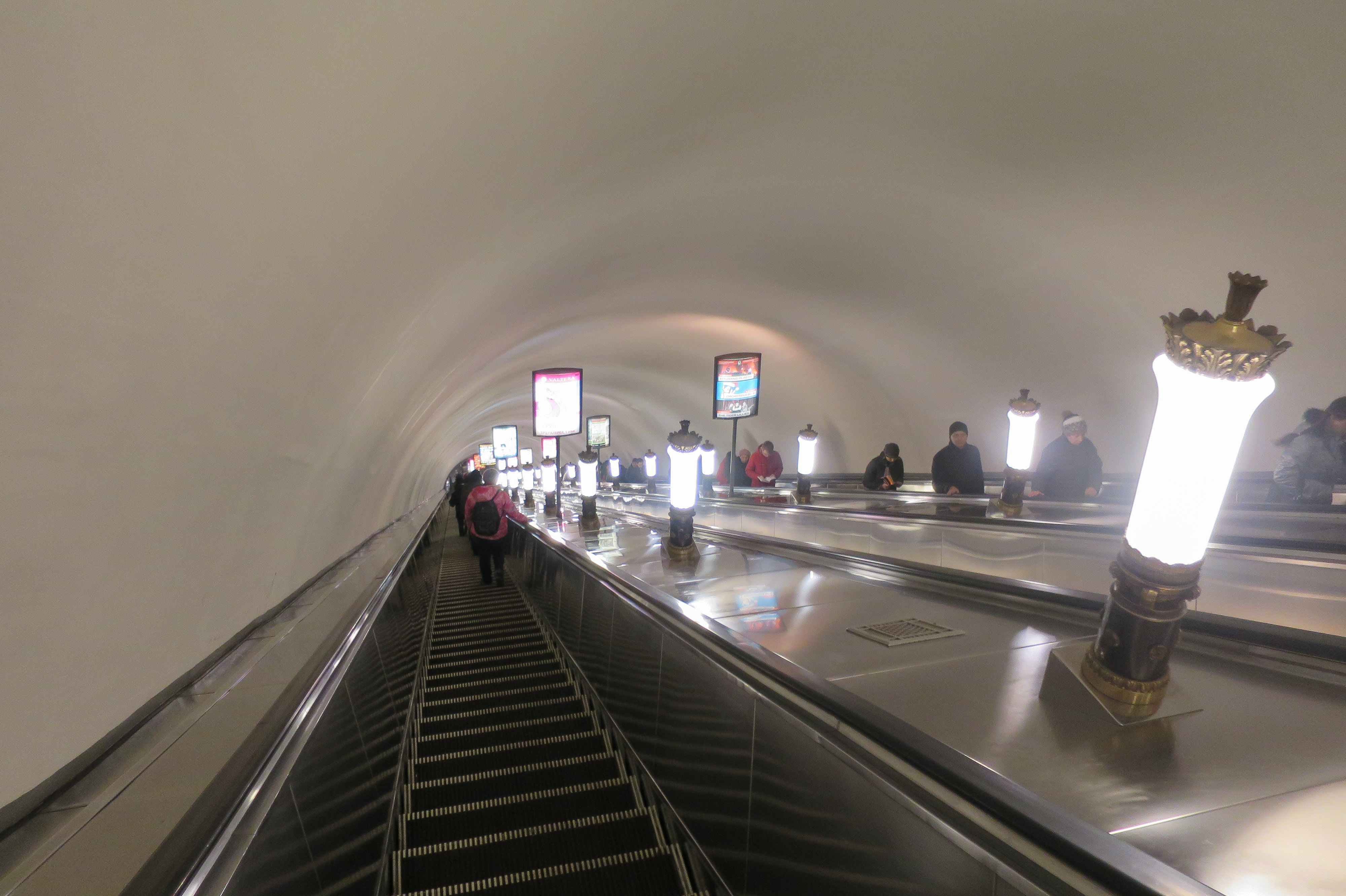

### Desserte
Maïakovskaïa est desservie par les rames de la ligne 3 du métro de Saint-Pétersbourg. Elle est du type station fermée (ru) avec un accès aux rames par des portes coulissantes, donnant sur le quai central, ouvertes uniquement lorsque la rame est présente.

Installations et desserte
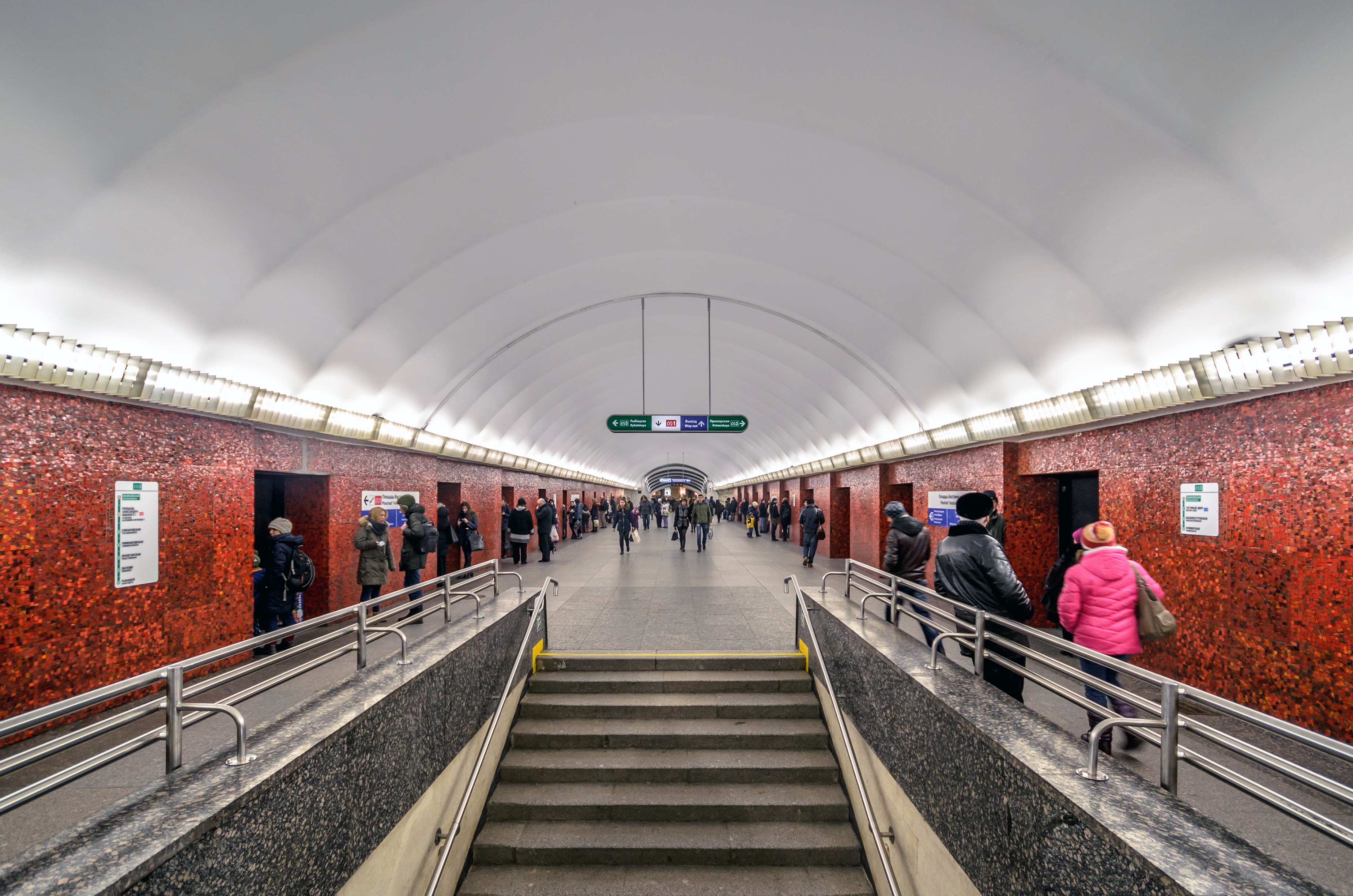
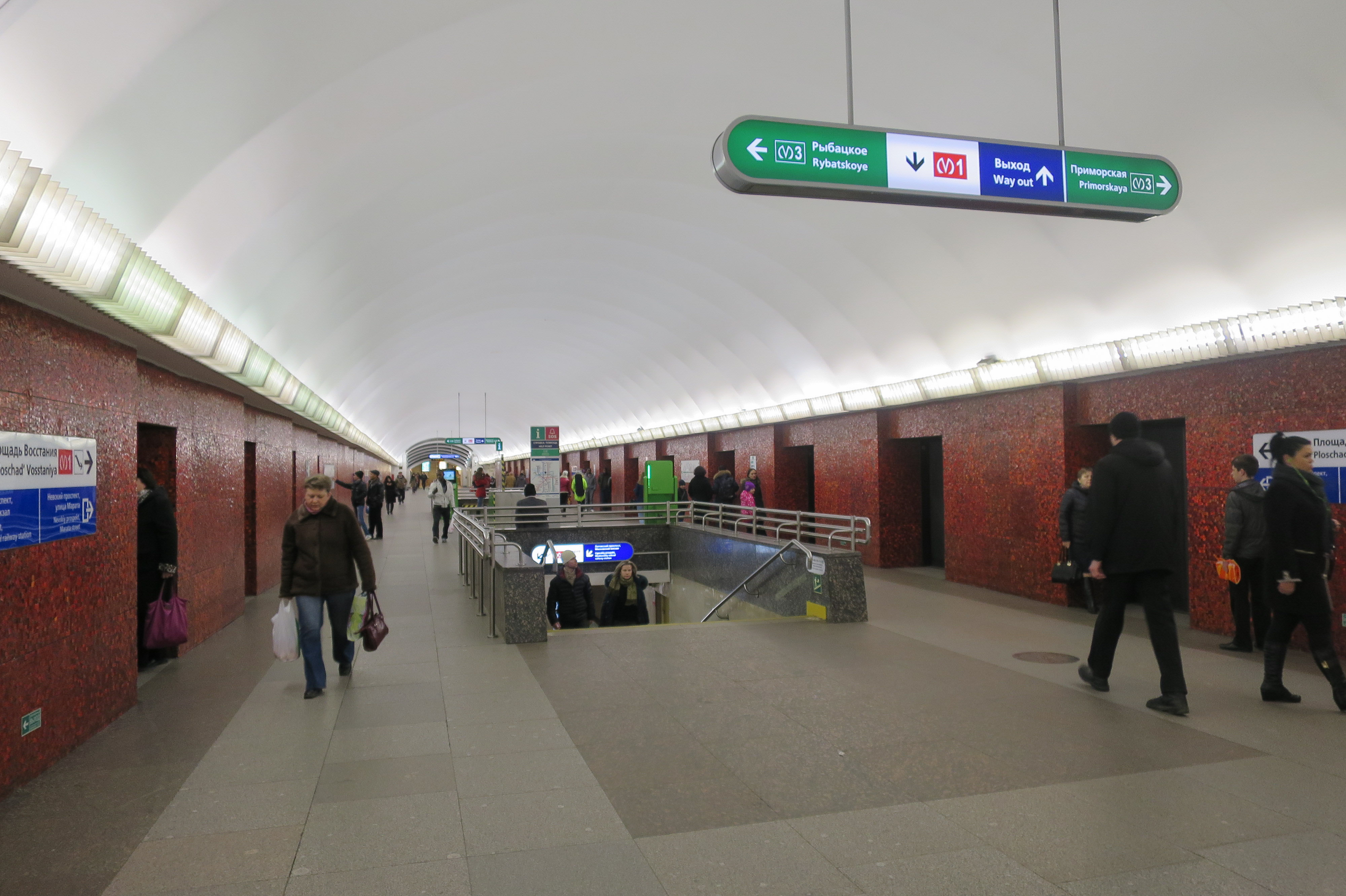
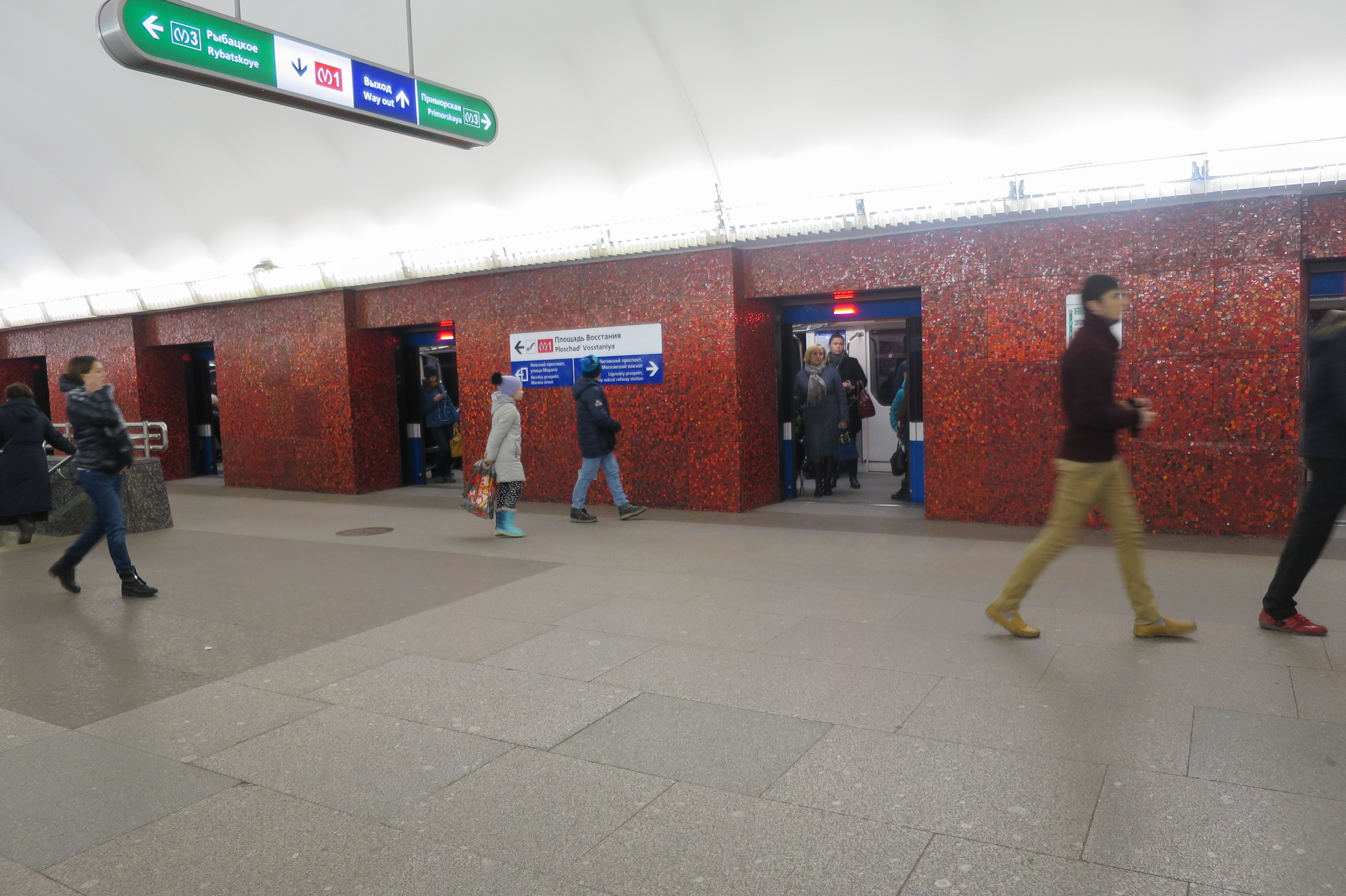

### Intermodalité
La station est en correspondance directe avec la station Plochtchad Vosstania, desservie par la ligne 1 du métro de Saint-Pétersbourg. Des arrêts de bus sont desservis par de nombreuses lignes.